# Bruinkeelglansvogel
De bruinkeelglansvogel (Brachygalba lugubris) is een vogel uit de familie Galbulidae (glansvogels).

## Verspreiding en leefgebied
Deze soort komt voor in het Amazonebekken en centraal Zuid-Amerika en telt zeven ondersoorten:
- B. l. fulviventris: oostelijk Colombia.
- B. l. caquetae: van zuidoostelijk Colombia tot oostelijk Peru.
- B. l. lugubris: oostelijk en zuidelijk Venezuela, de Guiana's en noordoostelijk Brazilië.
- B. l. obscuriceps: zuidelijk Venezuela en noordwestelijk Brazilië.
- B. l. naumburgae: Maranhão en Piauí (noordoostelijk Brazilië).
- B. l. phaeonota: het westelijke deel van Centraal-Brazilië.
- B. l. melanosterna: oostelijk Bolivia, centraal en zuidwestelijk Brazilië.